# Octomeria stellaris
Octomeria stellaris är en orkidéart som beskrevs av João Barbosa Rodrigues. Octomeria stellaris ingår i släktet Octomeria och familjen orkidéer. Inga underarter finns listade i Catalogue of Life.